# Magic Spell
「Magic Spell」（マジック・スペル）は、新谷良子の14作目のシングル。2010年3月24日にLantisからリリースされた。

## 概要
- オンラインRPG『トリックスター』のイメージソングになっている。
- 初回生産分には、同ゲーム内オリジナルアイテムが特典として封入されている。

## 収録曲
1. Magic Spell [3:56]
作詞・作曲・編曲：R・O・N
  - オンラインRPG『トリックスター0 -ラブ-』イメージソング
2. The One [4:06]
作詞：大森洋子、作曲・編曲：宮崎誠
3. Magic Spell（OFF VOCAL）
4. The One（OFF VOCAL）